# Everlast
Everlast je americká značka sportovního oblečení a boxerských potřeb, kterou založil v roce 1910 Jack Golomb. Ten původně zamýšlel vyrábět plavky, avšak neúspěšně. V roce 1925 vyrobil pro Jacka Dempseyho boxerské trenky s elastickým pasem, který nahradil původní kožený pás. Se značkou je též spojen Muhammad Ali.